# Особое совещание для изготовления положения о выборах в Учредительное собрание
Особое совещание для изготовления положения о выборах в Учредительное собрание — орган законодательной власти при Временном правительстве, учреждённое 25 марта 1917 года для подготовки законодательных актов, положений и иных нормативных документов для выборов в Учредительное Собрание. Начало свою деятельность 25 мая после окончательного утверждения его состава. 

## История
После завершения Февральской революции, перед Временным правительством встала задача о созыве Учредительного собрания для разрешения социально-экономико-политических вопросов России. Таким образом, в первую очередь появился вопрос о законе, который бы регулировал правовое отношение избирательной кампании, выборов и подсчёта голосов, а также собственно самого созыва собрания. В качестве разрешения данного вопроса было принято решение о формировании особого совещания при правительстве, которая бы занялась разработкой законодательной базы. 25 марта данный орган был официально учреждён, однако прежде чем тот смог начать работать, прошло более месяца, что было вызвано долгими переговорными процессами о его составе и полномочиях.
Как итог, к концу августа законы были разработаны и приняты, а незадолго до выборов в УС, особое совещание было распущено.

## Состав

### Председатель
- Кокошкин, Фёдор Фёдорович.

### Члены совещания
В рамках работы над документацией, связанной с Учредительным собранием, было привлечено 82 человека, среди которых можно выделить профессора по государственному праву В. М. Гессена и С. А. Котляревского. Аппарат Совещания включал четыре отдела: законодательный, юридический, статистический, общих дел и личного состава. Основная же работа подразделялась на отводимые комиссии, каждая из которых занималась своим вопросом.

### Структурные подразделения
При Особом совещании функционировали следующие структурные подразделения:
- Редакционная комиссия;
- Комиссия о системах избирательного права;
- Комиссия об избирательных списках и их обжаловании;
- Комиссия о сроках и технике выборов;
- Комиссия об условиях осуществления активного и пассивного избирательного права;
- Комиссия об окраинах и избирательных округах;
- Комиссия об издержках по выборам;
- Комиссия для изготовления проекта карательной части закона о выборах в Учредительное собрание;
- Комиссия по выборам в армии и флоте.

## Деятельность
В рамках своей деятельности, совещание разработала следующие нормативно-правовые акты:
- Положения о выборах в Учредительное собрание;
- Наказ о применении Положения о выборах в Учредительное собрание;
- Служебные и пояснительные записки к наказу и Положению о выборах в Учредительное собрание.